# Edwin Burr Babbitt
Edwin Burr Babbitt, ameriški general, * 26. julij 1862, † 9. december 1939.

## Življenjepis
Leta 1884 je diplomiral na Vojaški akademiji ZDA in bil 15. junija istega leta povišan v drugega poročnika. Leta 1889 je diplomiral še na Težkoartilerijski šoli. Med prvo svetovno vojno je poveljeval brigadi na francoski fronti. V tem času je bil povišan v brigadnega generala Nacionalne vojske ZDA (2. oktober 1917), brigadnega generala Kopenske vojske ZDA (12. februar 1918) in generalmajorja (14. april 1923). Upokojil se je 19. septembra 1924.